# Símbols de Carcaixent
L'escut i la bandera de Carcaixent són els símbols representatius oficials del municipi valencià de Carcaixent (Ribera Alta).

## Escut heràldic
L'escut d'armes oficial de Carcaixent té el següent blasonament:
| « | Escut quadrilong de punta redona, partit. Al primer quarter, en camp d'or, quatre pals de gules. Al segon quarter, en camp d'argent, un carcaix de gules amb incrustacions d'or i sinople, sagetes d'or i arc del seu color. Per timbre, una corona reial oberta. | » |

## Bandera
La bandera oficial de Carcaixent té la següent descripció:
| « | Bandera de proporcions 2:3. De carmesí. Al centre l'escut de la ciutat de Carcaixent timbrat. L'escut de la ciutat ocuparà el 45 % de l'ample de la bandera. | » |

## Història
L'escut és d'ús immemorial i fou rehabilitat per Resolució del 20 de desembre de 2002, del conseller de Justícia i Administracions Públiques, publicada en el DOGV núm. 4429, del 30 de gener de 2003. La bandera, també d'ús immemorial, fou rehabilitada per Resolució del 20 de setembre de 2023, de la Presidència de la Generalitat, publicada en el DOGV núm. 9695, del 2 d'octubre de 2023.
L'escut és el tradicional de la ciutat, amb els quatre pals del Regne de València, en record del seu passat històric (Carcaixent era una alqueria que fins a 1576 va dependre de la vila reial d'Alzira), i un carcaix com a senyal parlant referit al topònim de la localitat. La bandera incorpora l'escut de la ciutat sobre fons carmesí, com altres viles reials del regne de València, i d'acord amb com apareix representada en un relleu del segle xvii.